# Geremia
Geremia (Hieremia, Jeremija), splitska plemićka obitelj koja se u izvorima pojavljuje od 12. stoljeća. Obitelj je vjerojatno bila hrvatskog podrijetla što svjedoči o integracije slavenskog stanovništva s romanskom sredinom. Prvotni naziv obitelji bio je Cutheis, a kasnije je promijenjen u Geremija.
Posljednji Geremia u Splitu Francesco cav. Geremia, oženio je Elisu Carminati i s njom imao dvije kćeri Mariu Geremia i Ivanu Gianninu Geremia. Obitelj je početkom XX ST. odselila u Napulj. Rođaci obitelji i danas žive u Splitu. (Obiteljska arhiva)

## Povijest
Rodonačelnik obitelji je Vučina Pilosus koji se spominje kao tribun u jednoj ispravi iz o. 1150. godine. Njegov unuk Caceta obnašao je čast vikara, zamjenika kneza. Godine 1413. Pavao Vučina je lišen plemstva zbog pristajanja uz vojvodu Hrvoja Vukčića, ali je nakon pada Splita pod mletačku vlast 1420. godine ta odluka odbačena. Obitelj je izumrla 1888. smrću posljednjeg muškog potomka Girolama de Geremije.